# Никольское (Полтавская область)
Никольское (укр. Микільське) — село в Терешковском сельсовете, Полтавского района Полтавской области Украины.
Код КОАТУУ — 5324083901. Население по переписи 2019 года составляло 565 человек.
До 2018 года являлся административным центром Никольского сельского совета, в который, кроме того, входили сёла Безручки, Бузовая Пасковка, Вацы, Зенцы, Кашубовка, Клюшники, Курилеховка, Малое Никольское, Марковка и Цибули. В 2018 сельсовет ликвидирован, а все населенные пункты переподчинены Терешковскому сельсовету.

## Географическое положение
Село Никольское находится в 5-и км от реки Ворскла, примыкает к селу Цибули, в 0,5 км от села Малое Никольское, в 1-м км от сёл Марковка и Вацы, в 3-х км от села Терешки.
К селу примыкает большой лесной массив (сосна). Рядом проходят автомобильная дорога Т-1712 и железная дорога, о.п. Кашубовка. В 2-х километрах от села, в селе Марковка, находится о.п. Никольское, Южной железной дороги. В селе есть мед. амбулатория, а так же специальная школа для детей с отклонениями психики, несколько магазинов;

## Объекты социальной сферы
- Никольская специальная общеобразовательная школа-интернат.